# Eenzame kerst (single)

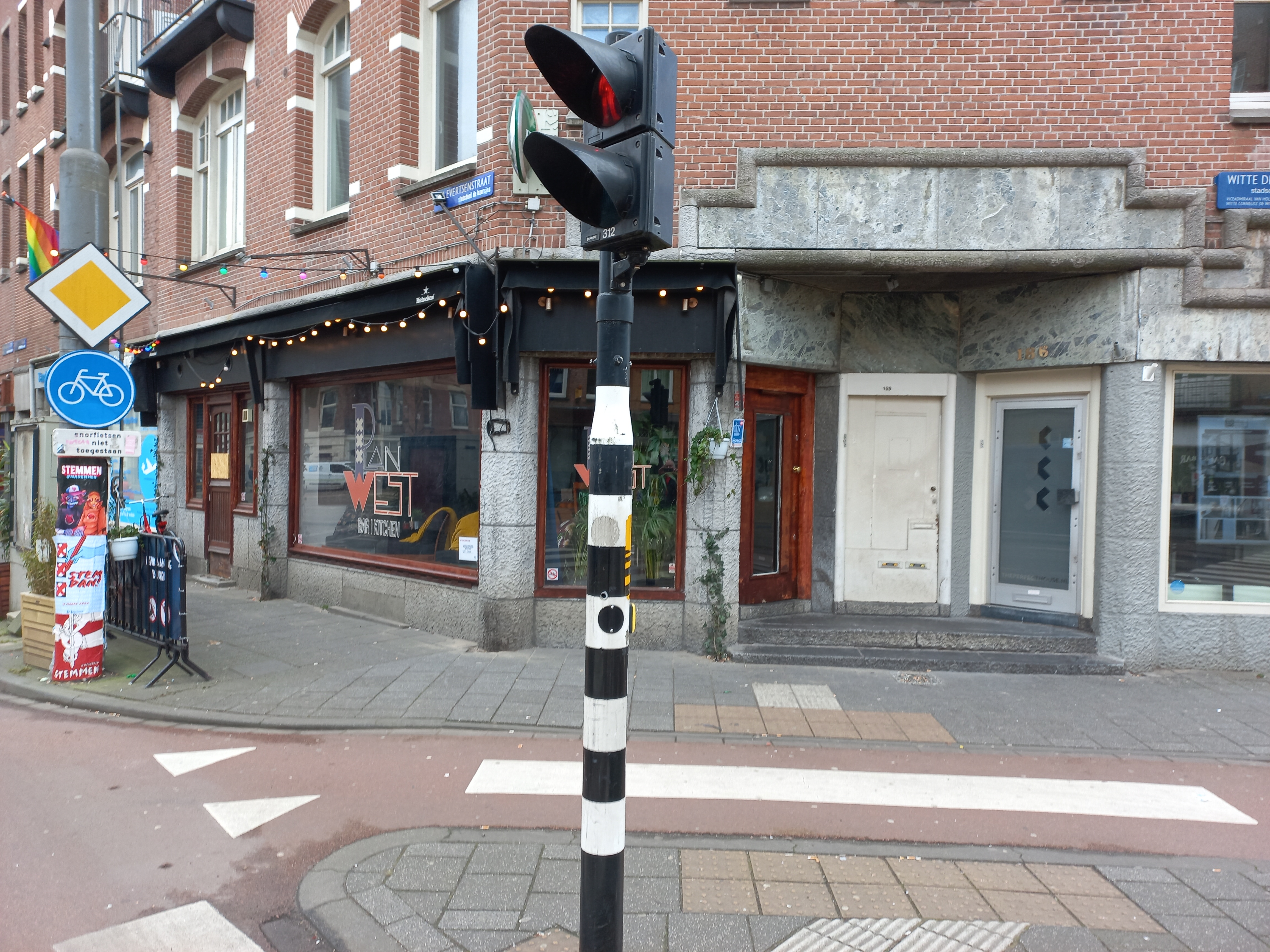
Linker deel Bar De Krommerdt, na 2018 Plan West (maart 2022)

Eenzame kerst is de eerste hitsingle van de Nederlandse zanger André Hazes uit december 1976. Het stond in 1977 als eerste track op de gelijknamige lp en in 1992 als vierde track op het album Kerstfeest voor ons.

## Achtergrond
Eenzame kerst is geschreven door André Hazes en Tonnie Leroy en geproduceerd door Job Maarse. Hazes schreef de tekst gebaseerd op zijn ervaring in de jeugdgevangenis De Corridor in Zeeland. Dit combineerde hij met de ervaring van een cafébezoeker van De Krommerdt, waar hij toentertijd werkte als zingende barman. Hij schreef de tekst op een melodie geschreven door zijn neef Tonnie Leroy. Er gaan verhalen dat Hazes het nummer zong in het café en toen was ontdekt, maar dat is onjuist. Toen Hazes het nummer had geschreven, overtuigde zijn neef hem om een demo op te nemen en deze te laten luisteren door Willy Alberti. Hoewel het idee van de twee neven was om het lied te laten inzingen door Alberti, zei Alberti nadat hij de demo had geluisterd dat de originele zanger ook het nummer moest inzingen. Het lied werd met B-kant Dievenwagen, geschreven door Alberti, uitgegeven door Philips. De single heeft in Nederland de gouden status.

## Hitnoteringen
De plaat heeft in Nederland destijds in beide hitlijsten op de publieke popzender Hilversum 3 gestaan. In de Nederlandse Top 40 was de plaat vijf weken te vinden met als hoogste notering de 5e positie. De plaat stond daarnaast zelfs op de nummer 1-positie in de Nationale Hitparade, waarin de plaat drie weken stond genoteerd. In de destijds nieuwe Europese hitlijst op Hilversum 3, de TROS Europarade, werd de 21e positie bereikt en stond de plaat 1 week genoteerd.
In België bereikte de plaat de 27e positie in de Vlaamse Ultratop 50 en stond twee weken genoteerd. In de Vlaamse Radio 2 Top 30 werd géén notering behaald.

### NPO Radio 2 Top 2000
| Nummer met noteringen in de NPO Radio 2 Top 2000 | '03  | '04 | '05  | '06  | '07  | '08  |
| ------------------------------------------------ | ---- | --- | ---- | ---- | ---- | ---- |
| Eenzame kerst                                    | 1706 | 788 | 1408 | 1772 | 1538 | 1522 |

1. ↑  Een vetgedrukt getal geeft de hoogste notering aan.
2. ↑  2003 was het eerste jaar met een notering voor dit nummer.
3. ↑  Deze tabel is bijgewerkt tot en met de laatste editie (2024).

## Andere versies
In 2004, kort nadat Hazes was overleden, kwam een nieuwe versie van Met kerst ben ik alleen, met Eenzame kerst als B-kant. Deze plaat kwam ook in eerdergenoemde hitlijsten. Daarnaast is er een cover door Martijn Fischer voor de film Bloed, zweet & tranen uit 2015. Peter Beense heeft het nummer ook gecoverd.